# آنت ماهندرو
آنیتا دِوی «آنت» ماهندرو (انگلیسی: Anita Devi "Annet" Mahendru؛ زادهٔ ۲۱ اوت ۱۹۸۹) بازیگر هندی-آمریکایی است. وی در کابل، افغانستان متولد شد. مادرش، اولگا، روس است و پدرش، گانشان "کن" ماهندرو، یک مدرس و روزنامه‌نگار هندی پنجابی-هندو و اصالتاً از شهر دهلی است که در دانشگاه کابل تحصیل کرد و بعداً هنگام کار در روسیه با مادرش آشنا شد. خانواده ماهندرو به کابل نقل مکان کردند، جایی که پدربزرگش در آنجا شیرینی‌فروشی داشت. مادربزرگ ماهندرو اصالتاً اهل نپال بود. ماهندرو دوران کودکی‌ای را گذراند که خودش آن را «کولی‌وار» می‌نامد و هفت سال اول کودکی‌اش را بین افغانستان و سنت پترزبورگ گذراند. سپس او با مادرش در سنت پترزبورگ زندگی می‌کرد و مرتباً بین آنجا و فرانکفورت در سفر بود، تا اینکه در سن ۱۳ سالگی، پس از جدایی والدینش، به همراه پدرش به ایست میدو نقل مکان کرد. ماهندرو در دبیرستان ایست میدو تحصیل کرد، جایی که در تیم‌های هلهله‌چی‌ها و کیک‌لاینِ رقابتی فعال بود؛ او در سال ۲۰۰۴ فارغ‌التحصیل شد. او مدرک زبان انگلیسی خود را از دانشگاه سنت‌جانز (نیویورک) در شهر نیویورک دریافت کرد. ماهندرو با زبان‌های فارسی، روسی، آلمانی و انگلیسی بزرگ شد و همچنین به زبان‌های هندی و فرانسوی نیز مسلط است. او با خویشاوندانش به زبان فارسی دری صحبت می‌کند.
از فیلم‌ها یا برنامه‌های تلویزیونی که وی در آن نقش داشته‌است، می‌توان به دو دختر ورشکسته، آمریکایی‌ها و پنگوئن‌های ماداگاسکار اشاره کرد.